# Hugues Charlot
Pour les articles homonymes, voir Charlot (homonymie).
Hugues, baron Charlot, né le 10 juin 1757 à Voiron (Isère) et mort le 18 décembre 1821 à Bordeaux (Gironde), est un général français de la Révolution et de l’Empire.

## Biographie
Hugues Charlot entre soldat au régiment de Foix (depuis 83e de ligne) le 2 mai 1776. Il sert d'abord à l'armée que le marquis de Jaucourt commande sous Genève en 1782.
Congédié par grâce le 25 mai 1790, il est élu capitaine au 3e bataillon des volontaires de l'Isère le 24 novembre 1791, et le 30 envoyé à l'armée des Alpes. Nommé chef de bataillon le 1er août 1793, il passe le 1er brumaire an II, dans la 118e demi-brigade. Il se signale le 10 du même mois, au siège de Toulon, à la reprise de la hauteur de l'Arène, dont l'ennemi s'est momentanément emparé. Dans ce combat, il enlève le général anglais O'Hara, et fait mettre bas les armes à son état-major. 
Le 25 ventôse an IV, ayant été incorporé dans la 32e demi-brigade surnommée la terrible, il seconde puissamment le général Rampon dans l'héroïque défense de la redoute de Montelegino. Le 13 thermidor, à l'affaire de Lonato, à la tête de la 32e demi-brigade, il charge les Autrichiens avec tant d'impétuosité qu'il délivre le général Pijon qui vient d'être fait prisonnier avec la 21e demi-brigade d'infanterie légère. Cette brillante action, et sa belle conduite au passage de la Brenta, le 16 brumaire an V, où il est blessé d'un coup de boulet à la cuisse gauche, lui vaut le grade de chef de brigade, que le général Bonaparte lui confère sur le champ de bataille, mais dans lequel le Directoire ne le confirme que le 28 brumaire an VII.
Il commande alors la 64e demi-brigade à l'armée de Rome, qui devient armée de Naples après la prise de cette ville, le 4 pluviôse an VII. Chariot prend une part glorieuse à ce siège, en s'emparant des formidables batteries des faubourgs de Capoue et Nola. Quelque temps après, chargé du siège de Carbonara dans la Pouille, il monte le premier à l'assaut de cette place.
En l'an VIII, il revient en France. Employé dans l'Ouest, il est promu général de brigade le 11 fructidor an XI. En l'an XII, le premier Consul le fait membre et commandant de la Légion d'honneur les 19 frimaire et 25 prairial. Il l'emploie au camp de Montreuil dans la 1re division militaire. Après avoir été attaché en 1807 au camp de Saint-Lô, puis à la 2e division du corps d'observation de la Gironde, il fait en 1808, la campagne de Portugal, et pendant une partie de 1809 il commande en Espagne la province de León. En 1810, il a comme aide de camp le capitaine Henri Sanfourche. Le 6 septembre 1811, il est créé baron de l'Empire.
Il sert dans la Haute-Garonne, reçoit le 20 mars 1812, le commandement de la 3e brigade de gardes nationales mobiles, obtient sa retraite le 10 avril 1813, et meurt le 18 décembre 1821.

## États de services
- 6 novembre 1796 : Chef de brigade de la 63e demi-brigade d'infanterie de ligne
- 29 août 1803 : Général de brigade

## Titres et distinctions
- 14 juin 1804 : Commandant de la Légion d'honneur
- 6 septembre 1811 : Baron de l'Empire

## Armoiries
| Figure | Blasonnement |
|        | Armes du baron Charlot et de l'Empire D'argent, au cheval galopant de sable; surmonté de deux étoiles d'azur en fasce, et adextré d'une bombe d'or, allumée de gueules; au franc quartier de baron militaire. |

### Sources
- A. Lievyns, Jean Maurice Verdot, Pierre Bégat, Fastes de la Légion-d'honneur, biographie de tous les décorés accompagnée de l'histoire législative et réglementaire de l'ordre, Tome 3, Bureau de l’administration, 1842, 529 p. (lire en ligne), p. 75.
- Georges Six, Dictionnaire biographique des généraux & amiraux français de la Révolution et de l'Empire (1792-1814), Paris : Librairie G. Saffroy, 1934, 2 vol., p. 244